# Гузувка-Кольонія
Гузувка-Кольонія (пол. Guzówka-Kolonia) — село в Польщі, у гміні Туробин Білгорайського повіту Люблінського воєводства.
Населення — 364 особи (2011).
У 1975-1998 роках село належало до Замойського воєводства.

## Демографія
Демографічна структура станом на 31 березня 2011 року:
|          | Загалом | Допрацездатний вік | Працездатний вік | Постпрацездатний вік |
| -------- | ------- | ------------------ | ---------------- | -------------------- |
| Чоловіки | 178     | 26                 | 108              | 44                   |
| Жінки    | 186     | 29                 | 90               | 67                   |
| Разом    | 364     | 55                 | 198              | 111                  |